# Tonin północny
Tonin północny, delfin Maui lub popoto (Cephalorhynchus hectori maui) – najrzadszy i najmniejszy na świecie znany podgatunek delfina.
Jest on podgatunkiem tonina nowozelandzkiego. Toniny północne można spotkać jedynie u zachodniego wybrzeża nowozelandzkiej Wyspy Północnej. Tonin nowozelandzki i tonin północny są jedynymi nowozelandzkimi waleniami endemicznymi. Delfiny Maui pływają zwykle w grupach blisko brzegu. Można je spotkać głównie w wodzie płytszej niż 20 m, ale mogą również pływać dalej od brzegu.
Toniny północne są zagrożone przez rybołówstwo (set netting i trałowanie). W maju 2014 roku organizacja WWF w Nowej Zelandii rozpoczęła kampanię The Last 55 (taka była szacowana liczba osobników w 2012 roku), nawołującą do pełnego zakazu połowów. Międzynarodowa Komisja Wielorybnictwa wspiera bardziej rygorystyczne restrykcje w zakresie łowiectwa na tamtym obszarze. Jednak rząd nowozelandzki sprzeciwił się żądaniom i podważył wiarygodność dowodów zaprezentowanych komisji, w których przedstawiono tereny występowania toninów północnych. W czerwcu 2014 roku tamtejszy rząd zadecydował przeznaczyć 3000 km² obszaru West Coast North Island Marine Mammal Sanctuary, głównego siedliska delfinów Maui, na odwierty naftowe. Wyznaczony teren to ¼ całkowitej powierzchni rezerwatu. W maju 2015 roku, według szacunków, populacja tych delfinów zmniejszyła się do 43–47 osobników, spośród których tylko 10 to były dorosłe samice. W 2016 roku podano, że populacja tych waleni spadła do 42 osobników.